# ليندا لوفليس
ليندا سوزان بريمن (10 يناير 1949 - 22 أبريل 2002)، المعروفة باسمها الفني أفليس ليندا (Linda Lovelace)، كانت ممثلة إباحية أمريكية. أدانت بعد ذلك عملها في الإباحية، وقالت أن زوجها الأول السادي هو من أجبرها على ذلك، وأصبحت فيما بعد متحدثة باسم الحركة المضادة للإباحية.

## النشأة
ولدت ليندا في برونكس، نيويورك،  كان والدها أحد رجال الشرطة وأم كانت تقول عنها انها صارمة للغاية. كان والديها من الروم الكاثوليك، انتقلت أسرة ليندا إلى ولاية فلوريدا وهي في سن 16 عام.
كتبت في سيرتها الذاتية (Ordeal) عام 1980، أنها فقدت عذريتها أنجبت وابنا في عام 1969 عندما كانت في سن 20 ولكن أمها أرسلته للتبني. وقيل لها انه سيتم رعايته فقط حتى تكون مستعدة لتولي رعايته ولكنها عرفت أنها لن تراه مره أخرى. بعد ذلك عادت ليندا إلى نيويورك في عام 1970 وكانت تريد الدراسة والعمل هناك ولكنها أصيبت في حادث سيارة عنيف، واحتاجت نقل دم. وعادت بعد ذلك إلى منزلها للعلاج.

### العمل في الإباحية
في الوقت الذي كانت تتعافى فيه في منزل أبويها، تعرفت على تشاك تراينور، وتزوجا بعد ذلك. وقالت أنه أجبرها على الانتقال إلى نيويورك، حيث أصبح قواد لها وأجبرها على العمل في الأفلام الإباحية. وفي عام 1972 قامت ببطولة الفيلم الإباحي حلق عميق (Deep Throat) الذي حقق أرباحا كبيرة
في يناير 1974، اعتقلت ليندا بتهمة حيازة الكوكايين والأمفيتامين. وخلال نفس السنة، نشرت كتابين تدعم فيهما الإباحية
في عام 1976، اختيرت لبطولة فيلم جنسي بميزانية كبيرة. ووقعت بالفعل على عقد الفيلم ولكن غيرت رأيها وقالت ان «الله قد غير حياتها،» ورفضت القيام بأي عري، واعترضت حتى على وجود تمثال فينوس دي ميلو في موقع التصوير بسبب ثديه المكشوف. وحلت محلها في الفيلم الممثلة الفرنسية بل أني.
وفي عام 1986، نشرت ليندا كتاب الخروج من عبودية (Out of Bondage)، وهي مذكرات تركز على حياتها بعد عام 1974. قالت فيه لو شاهدت فيلم حلق عميق، فأنت تشاهدني أتعرض للاغتصاب. أنها جريمة ان هذا الفيلم لايزال يعرض؛ كان هناك مسدسا مصوبا إلى رأسي طوال الوقت "، وألقت محاضرات في الجامعات، لتشجب ما وصفته بالممارسات الوحشية واستغلالية في صناعة الإباحية.

## وصلات خارجية
- موقع تذكاري لليندا أفليس في www.lindalovelace.org
- ليندا لوفليس على موقع IMDb (الإنجليزية)
- ليندا لوفليس على موقع روتن توميتوز (الإنجليزية)
- ليندا لوفليس على موقع ألو سيني (الفرنسية)
- ليندا لوفليس على موقع ميوزك برينز (الإنجليزية)
- ليندا لوفليس على موقع أول موفي (الإنجليزية)
- ليندا لوفليس على موقع قاعدة بيانات الأفلام السويدية (السويدية)
- ليندا لوفليس على موقع إن إن دي بي (الإنجليزية)
- ليندا لوفليس على موقع ديسكوغز (الإنجليزية)
- ليندا لوفليس على موقع قاعدة بيانات الفيلم (الإنجليزية)
- ليندا لوفليس على موقع كينوبويسك (الروسية)
- ليندا في روتن دوت كوم
- أفليس ليندا الكامل. (المحفوظة في الجهاز Wayback، 2 شباط/فبراير 2006)
- أفليس ليندا (1949–2002)، Correia.com أرليندو. -جمع التأبين أفليس ليندا وغيرها من المواد.
- أفليس ليندا في Lukeisback.com